# П (паровоз)
Паровоз П (пассажирский) — серия российских быстроходных пассажирских паровозов типа 2-2-0. 
Характерной особенностью этих машин являлось то, что их двигателем была 4-цилиндровая паровая машина тандем-компаунд, то есть по два цилиндра (высокого и низкого давления), с каждой стороны, расположенные друг за другом. Из-за сложности паровой машины широкого распространения данные паровозы не получили. К 1930-м были заменены более мощными и сильными паровозами с тремя движущими осями (типы 1-3-0, 2-3-0, 1-3-1).
Автором проекта этого паровоза был Александр Парфеньевич Бородин.